# Baryssinus penicillatus
Baryssinus penicillatus är en skalbaggsart som beskrevs av Bates 1864. Baryssinus penicillatus ingår i släktet Baryssinus och familjen långhorningar. Inga underarter finns listade.